# 王刚 (1968年)
王剛（1968年7月—），男，漢族，遼寧錦西人，研究生學歷，北京交通大學產業經濟學專業在職研究生畢業，經濟學博士。1990年7月參加工作，1991年1月加入中國共產黨。

## 生平
畢業於北方交通大學土木建築系後在學校工作，後曾調任中共北京市委組織部辦公室及北京市人大常委會辦公廳。2003年8月，出任中共北京市昌平區委副書記。2006年4月，擔任中共北京市宣武區委副書記、區人民政府區長。2010年，伴隨宣武區併入西城區，改任中共北京市順義區委副書記、區人民政府區長。2013年2月，任中共北京市順義區委書記。2018年3月，獲任命為北京市經濟和信息化委員會主任。2018年10月，續任改組過後的北京市經濟和信息化局局長。
2020年7月28日，北京市紀委監委宣布王剛涉嫌嚴重違紀違法，正在接受紀律審查和監察調查。